# 史密斯威森軍警型M&P10半自動步槍
史密斯威森軍警型M&P10（英語：Smith & Wesson M&P10）是一款美国槍械公司史密斯&威森研製、並自2013年1月SHOT Show（美國著名槍展）展出起推出市場的半自動步槍／卡宾枪，是AR-10自動步槍的史密斯&威森生產版本（或可說是史密斯威森M&P15的.308 Winchester口徑版本），目前具有多種型號，可同時發射民用型的.308 Winchester和相似高的7.62×51毫米北約口徑步枪子彈。

## 歷史
史密斯&威森是執法部門和個人防衛槍械的製造商和供應商。“M&P”代表“軍警型”。
自投入市場以來，史密斯威森M&P15系列步槍取得了巨大成功，在市場上大受歡迎。其先後推出一系列型號，滿足了不同消費者的需求。但這些武器的口徑都是.223 Remington／5.56×45毫米北約口徑，威力較全威力子彈弱小，在狩獵、防衛、比賽等諸多方面顯得力不從心。為此，史密斯威森在M&P15步槍基礎上研發了M&P10 7.62×51毫米北約口徑步枪。

## 設計細節
M&P10系列步槍是以AR-15平台作為藍本，採用直噴氣動式自動原理，由於主要面向民用市場，故只能單發發射。史密斯&威森現在提供多種配置、適合特定射擊應用和樣式的M&P10半自動步槍。每種型號均可同時發射民用型的.308 Winchester和相似高的7.62×51毫米北約口徑步枪子彈，並且配備了六段伸縮槍托、內膛鍍鉻或Melonite塗層的4140钢製槍管、7075 T6铝製機匣和硬塗層黑色陽極表面處理。採用一道火扳機，扣力為28N。

### 機匣
機匣以簡化生產、降低成本為優先，整體沒有多餘的裝飾或雕刻。上機匣採用平頂式設計，機匣上方安裝有一段皮卡汀尼導軌，導軌上標有字母“T”與數字組合的編號，以表示每一段導軌的位置，方便射手記憶瞄準裝置安裝位置，當瞄準裝置拆卸後仍可迅速安裝回原位。下機匣採用5.56毫米與7.62毫米口徑產品的混合體製作而成，即用於承載扳機組件的後半部分採用5.56毫米口徑產品的尺寸，而前半部分則是為了安裝7.62毫米步槍子彈彈匣，因此採用7.62毫米口徑產品的尺寸，無論是在寬度和長度上都比5.56毫米口徑的M&P15大得多。由於手槍握把安裝在下機匣的後半部分，因此其也採用5.56毫米口徑尺寸的部件。手槍握把設計中規中矩，前方設有大型手指凹槽，而左右側面刻有防滑紋。
採用這種結構的原因是公司可在設計和生產上節省了很多時間和精力，無需再設計全新的7.62毫米口徑擊鎚、扳機和其他零部件，只需沿用M&P15的相應產品即可，提高了公司產品零部件的互換性。
另外，彈匣插座後部設計有一根加強肋條，用於對採用5.56毫米口徑尺寸的下機匣後半部起加強作用，以配合使用7.62毫米口徑尺寸的下機匣前半部。彈匣座前方刻有多條防滑凹槽，可供射擊時握持。扳機護圈外形寬大，以便於射手冬天戴厚手套時操作扳機。

### 槍機框
槍機框同樣也採用兩種口徑混合尺寸部件製成。槍機框的後半部採用5.56毫米口徑的尺寸，以配合下機匣後半部的尺寸，而其前半部及槍機則採用7.62毫米口徑的尺寸。

### 擊發機構
擊發機構採用軍規設計，擊鎚採用金屬注塑成型工藝製作，強度比較高，操作方便。

### 手動操作裝置
手動保險設置在手槍握把上方，其可左右兩面設置，具有保險和射擊兩個位置。保險的設計外形美觀，後方為桿狀，前方為尖頂的火焰形狀，可以準確指示到不同位置。空槍挂機解脫桿安裝在機匣右側，同樣可以根據需要左右兩面設置。彈匣卡筍也可左右兩面設置。

### 護木
機匣前方安裝有最普通的M4系護木，其採用聚合物材料製作，內部不帶隔熱板。採用簡單護木的原因是公司考慮到不同射手都有自己不同的選擇，現在的市場上AR系產品附件非常豐富，可使射手根據需要自由選擇。公司採用簡單的附件配置，既可以降低成本，又可以增大射手後期改造的靈活度。

### 導氣箍
導氣箍套接在槍管上、護手的前方，導氣箍上方設有一小段皮卡汀尼導軌，其上可安裝折疊式或固定式準星。

### 槍托
機匣後部安裝有標準的伸縮式槍托，槍托長度有六個位置可調。槍托同樣可以根據自己的喜好進行更換。

### 槍管
槍管採用輕量化設計，膛線導程254毫米，可安全發射不同彈頭質量的7.62毫米口徑槍彈。公司提供的標準消焰器外形較大，射手同樣可以自行更換。

### 槍背帶環
前槍背帶環設置在導氣箍下方，後背帶環安裝在槍托尾部下方，兩者配合以安裝槍背帶。

## 衍生型
自2013年1月SHOT Show亮相以後，史密斯&威森推出了該步槍的多個衍生型；M&P10加州法規型、M&P10法規型，以及M&P10迷彩型。所有型號都可發射.308 Winchester口徑步枪子彈，而價格範圍由1,619美元到1,729美元。
- M&P10加州法規型：具有加州規定的子彈按鍵，使之符合出售給加州平民的法規。
- M&P10法規型：具有固定式延長槍托和非螺紋槍管，使之符合出售給在康涅狄格州、馬薩諸塞州、馬里蘭州、新澤西州和紐約平民的法規。
- M&P10狩獵迷彩型：具有「馬格普原創器材」（Magpul Original Equipment，MOE）步槍槍托和使用獵人迷彩表面處理的機匣、護木和手槍握把，將原本的10發容彈量彈匣更換為5發容彈量彈匣。

## 資料來源
1. ↑  .   [2015-05-01]. （原始内容存档于2015-09-24）.

## 外部連結
- （英文）—Smith & Wesson webpage on the M&P rifles
- （英文）—For compliance with fixed magazine restricted states (MA, NY, NJ, CA, MD, CT) （页面存档备份，存于）
- （英文）—GunBlast.com－Smith & Wesson M&P-10 308/7.62x51mm Semi-Automatic Carbine （页面存档备份，存于）
- （英文）—Tactical-Life.com—M&P Family: 5 Sentinels From Smith & Wesson （页面存档备份，存于）
- （英文）—Personal Defense World.com—30 Semi-Auto Rifles For Home Defense & Urban Survival（页面存档备份，存于）